# Colin Kaminsky
Colin Kaminsky (Joliet, Illinois, 27 mei 1999) is een Amerikaans autocoureur.

## Carrière
Kaminsky maakte zijn autosportdebuut in 2016 in SCCA National Championship Runoffs, waarin hij een jaar later vijfde werd. In 2017 debuteerde hij in de U.S. F2000 bij het familieteam Kaminsky Racing. Hij beleefde zijn beste weekend op Road America, waar hij de races respectievelijk als negende en achtste eindigde. Met 68 punten werd hij achttiende in het kampioenschap. In 2018 stapte hij binnen de klasse over naar DEForce Racing. Hij behaalde opnieuw zijn beste resultaat op Road America met een vierde plaats, zodat hij met 134 punten naar de tiende plaats in de eindstand klom. In 2019 kwam hij uit voor Pabst Racing. Hij behaalde zes podiumplaatsen; twee op zowel de Mid-Ohio Sports Car Course en Laguna Seca en een op de Lucas Oil Raceway en Road America. Zodoende eindigde hij met 282 punten achter Braden Eves, Hunter McElrea en Christian Rasmussen als vierde in het klassement.
In 2020 stapte Kaminsky over naar het Indy Pro 2000 Championship, waarin hij zijn samenwerking met Pabst Racing voortzette. Al in de eerste race op Road America behaalde hij een podiumfinish. Op het New Jersey Motorsports Park en het Stratencircuit Saint Petersburg voegde hij hier nog twee podiumplaatsen aan toe. Met 252 punten werd hij achtste in het klassement. In 2021 was een vijfde plaats in Saint Petersburg zijn beste resultaat, maar reed hij enkel in de eerste zeven races van het seizoen. Zodoende werd hij dertiende met 91 punten. In 2022 behaalde hij drie podiumplaatsen: twee op de Indianapolis Motor Speedway en een op het Barber Motorsports Park. Dit keer reed hij in slechts tien van de achttien races. Met 144 punten werd hij veertiende in de eindstand.
In 2023 stapt Kaminsky over naar de Indy NXT, waarin hij uitkomt voor Abel Motorsports.